# FFH-Gebiet NSG Hechtmoor
Das FFH-Gebiet NSG Hechtmoor ist ein NATURA-2000-Schutzgebiet in Schleswig-Holstein im Kreis Schleswig-Flensburg in der Gemeinde Mittelangeln. Das FFH-Gebiet liegt im Naturraum Angeln, der aus naturfachlicher Bewertung laut Landschaftssteckbrief des Bundesamtes für Naturschutz zu den „Landschaften mit geringerer Bedeutung“ zählt. Das FFH-Gebiet hat eine Fläche von 34 ha. Die größte Ausdehnung liegt in westöstlicher Richtung und beträgt 1 km. Der innere Bereich des Gebietes besteht aus Moorflächen unterschiedlicher Ausprägung, der Rand aus Bruchwald. Das FFH-Gebiet wird im Osten durch das Fließgewässer Mühlenstrom begrenzt. Der restliche Rand ist durch einen Graben begrenzt, der das überschüssige Oberflächenwasser aufnimmt und dem Mühlenstrom zuführt. Dieser fließt weiter nach Norden in die Bondenau. Die meiste Zeit des Jahres liegt der südliche und westliche Graben trocken. Er wird dort auch nicht mehr gepflegt.
Durch die Mittelachse des Gebietes führt ein Naturpfad. Am Nordwestrand befindet sich ein Parkplatz mit Hinweistafel des Besucherinformationssystems (BIS) des Landes Schleswig-Holstein, das über das Naturschutzgebiet und das NATURA-2000-Schutzgebiet informiert. Gleiches ist auch am anderen Ende des Wanderweges am Südostrand sowie am zweiten Südzugang (Wanderweg nach Osterbunsbüll) zu finden. Allerdings sind an beiden Zugängen keine Parkplätze. Man kann den 250 m entfernten Parkplatz des FFH-Gebietes Rehbergholz und Schwennholz an der L22 Esmarksüderfeld nutzen. Die stählernen Klappboxen für die Faltblätter des BIS sind leider oft leer. Die Faltblätter können als PDF im Internet geladen werden, siehe Weblinks.

## FFH-Gebietsgeschichte und Naturschutzumgebung
Der NATURA 2000-Standard-Datenbogen für dieses FFH-Gebiet wurde im November 1999 vom Landesamt für Landwirtschaft, Umwelt und ländliche Räume (LLUR) des Landes Schleswig-Holstein erstellt, im August 2000 als Gebiet von gemeinschaftlicher Bedeutung (GGB) vorgeschlagen, im Dezember 2004 von der EU als GGB bestätigt und im Januar 2010 national nach § 32 Absatz 2 bis 4 BNatSchG in Verbindung mit § 23 LNatSchG als besonderes Erhaltungsgebiet (BEG) ausgewiesen. Das Hechtmoor wurde bereits 1941 zum Naturschutzgebiet erklärt und ist das größte noch weitgehend erhaltene Hochmoor in Angeln. Mit der Gebietsbetreuung wurde vom LLUR die Arbeitsgemeinschaft Geobotanik in Schleswig-Holstein und Hamburg e.V. beauftragt.
Das Gebiet enthält gesetzlich geschützte Biotope wie z. B. mehrere wassergefüllte ehemalige Torfstiche. Der größte im Südosten des Gebietes ist mittlerweile mit der für Moorseen untypischen Krebsschere zugewachsen, siehe Bildergalerie. In unmittelbarer Nachbarschaft befindet sich am Südostrand das FFH-Gebiet Rehbergholz und Schwennholz mit dem größten zusammenhängenden Buchenwald in Angeln.

## FFH-Erhaltungsgegenstand
Laut Standard-Datenbogen vom Mai 2019 sind folgende FFH-Lebensraumtypen und Arten mit den entsprechenden Beurteilungen zum Erhaltungszustand der Umweltbehörde der Europäischen Union gemeldet worden (Gebräuchliche Kurzbezeichnung (BfN)):
FFH-Lebensraumtypen nach Anhang I der EU-Richtlinie: (* = Prioritärer Lebensraumtyp) Die Flächenangaben im Standard-Datenbogen entsprechen denen der 1. Folgekartierung von 2010.
- 3150 Natürliche und naturnahe nährstoffreiche Stillgewässer mit Laichkraut oder Froschbiss-Gesellschaften (Gesamtbeurteilung C)[13]
- 3160 Dystrophe Stillgewässer (Gesamtbeurteilung C)[14]
- 6430 Feuchte Hochstaudenfluren (Gesamtbeurteilung C)[15]
- 7120 Renaturierungsfähige degradierte Hochmoore (Gesamtbeurteilung B)[16]
- 7140 Übergangs- und Schwingrasenmoore (Gesamtbeurteilung B)[17]
- 7150 Torfmoor-Schlenken mit Schnabelbinsen-Gesellschaften (Gesamtbeurteilung B)[18]
- 91D0* Moorwälder (Gesamtbeurteilung C)[19]

Arten nach Anhang II der Richtlinie 92/43/EWG:
- 1042 Große Moosjungfer (Gesamtbeurteilung B)[21]

## FFH-Erhaltungsziele
Von den FFH-Erhaltungsgegenständen wurden folgende als Erhaltungsziel von gemeinschaftlichem Interesse erklärt:
- 7120 Renaturierungsfähige degradierte Hochmoore
- 7140 Übergangs- und Schwingrasenmoore
- 7150 Torfmoor-Schlenken mit Schnabelbinsen-Gesellschaften
- 1042 Große Moosjungfer

Damit ist das erklärte Ziel die Wiederherstellung des Hochmoores mit entsprechender Fauna und Flora.

## FFH-Analyse und Bewertung
Das Kapitel Analyse und Bewertung beschäftigt sich mit den Möglichkeiten der Erhaltung und Entwicklung der Erhaltungsziele im FFH-Gebiet Hechtmoor, siehe Managementplan.

## FFH-Maßnahmenkatalog
Im Managementplan ist der Maßnahmenkatalog das wichtigste Instrument zur Erhaltung und Entwicklung der FFH-Erhaltungsziele. Für das FFH-Gebiet NSG Hechtmoor sind die Maßnahmen zur besseren Übersicht zusätzlich in einer Maßnahmenkarte beschrieben. Für die Weiterentwicklung des Moorkomplexes sind die Freihaltung der Moorflächen von Gehölzen, die Verhinderung des Einfließens von nährstoffreichem Dränagewasser aus den umliegenden intensiv landwirtschaftlich genutzten Flächen und die Verhinderung des Abfließens von nährstofffreiem Regenwasser aus dem Moor die zielführenden Maßnahmen. In den mit Wasser gefüllten Torfstichen hat sich die Krebsschere angesiedelt, die eigentlich in phosphatreichen Seen beheimatet ist. Sie verdrängt die für oligotrophe Moorseen typische Flora und bedroht nach Aussage des Gebietsbetreuers den Lebensraum von vier sehr seltenen Taumel-Käferarten, die dort offene Wasserflächen benötigen. Mit Hilfe eines Floßes wird der Bestand der Krebsschere regelmäßig eingedämmt. Diese Maßnahmen sind mit hohen Kosten verbunden. Die Eigentümerstruktur des FFH-Gebietes mit über 30 Parzellenbesitzern erschwert die Abstimmung über Entwicklungsmaßnahmen, die über das Verschlechterungsverbot hinausgehen.

## FFH-Erfolgskontrolle und Monitoring der Maßnahmen
Das Monitoring erfolgt in Schleswig-Holstein alle 6 Jahre. Mit Stand 24. Juli 2020 wurde das letzte Monitoring am 30. November 2011 durchgeführt und in einem Textbeitrag sowie Kartenmaterial des beauftragten Unternehmens dokumentiert.

## Bildergalerie

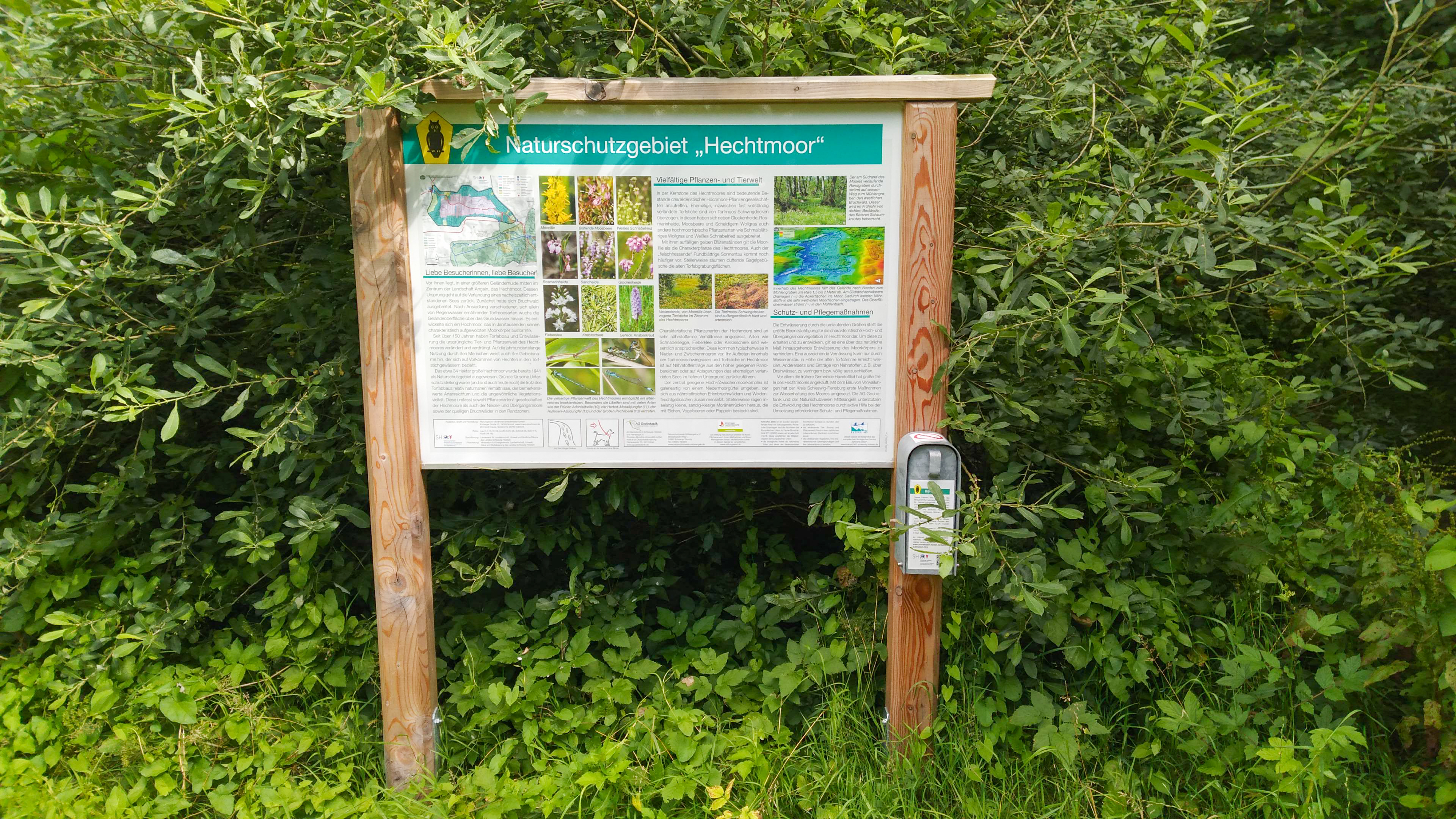
Infotafel am Parkplatz Moorweg und Westeingang zum Hechtmoor
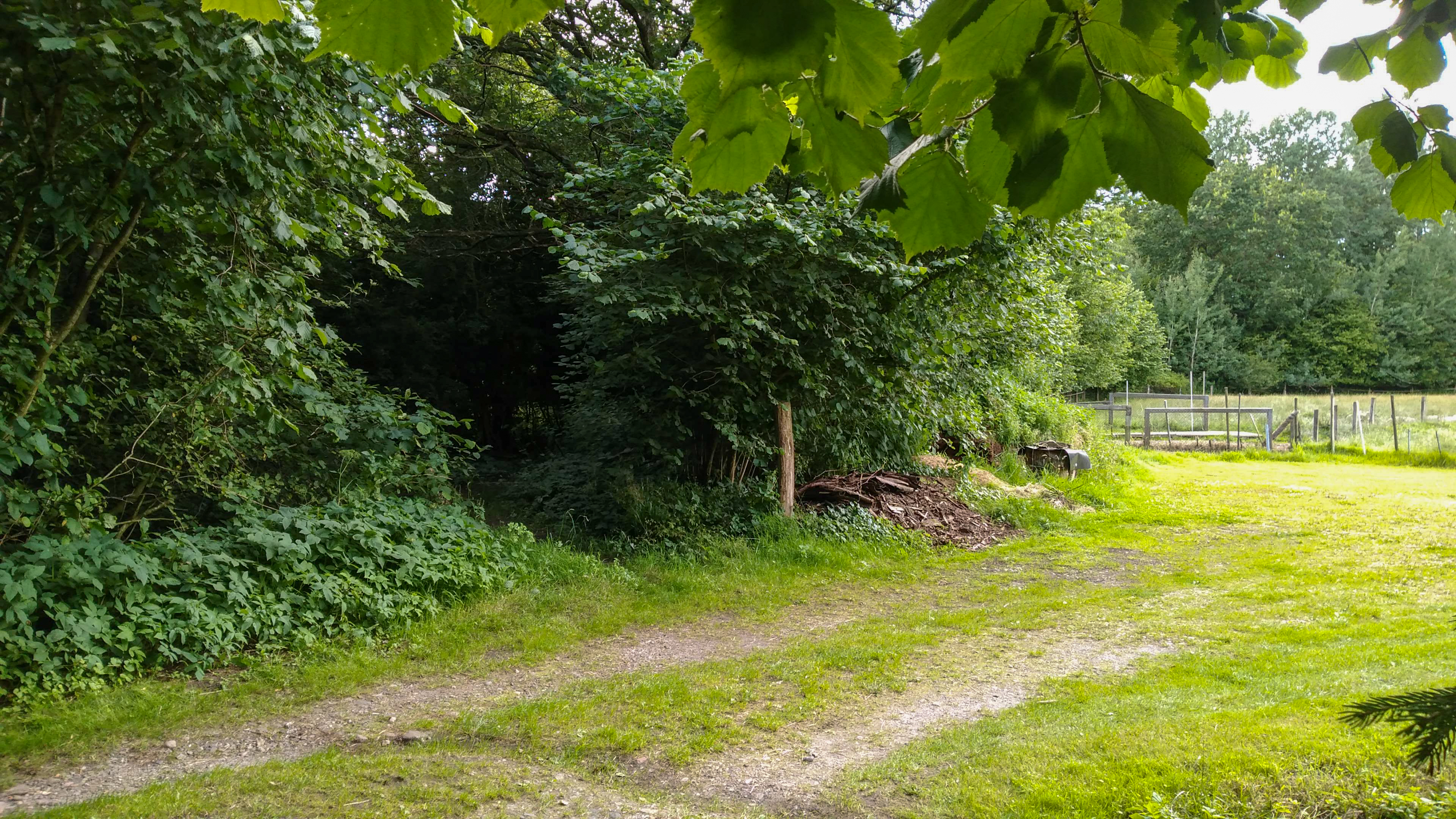
Redder am Osteingang zum Hechtmoor
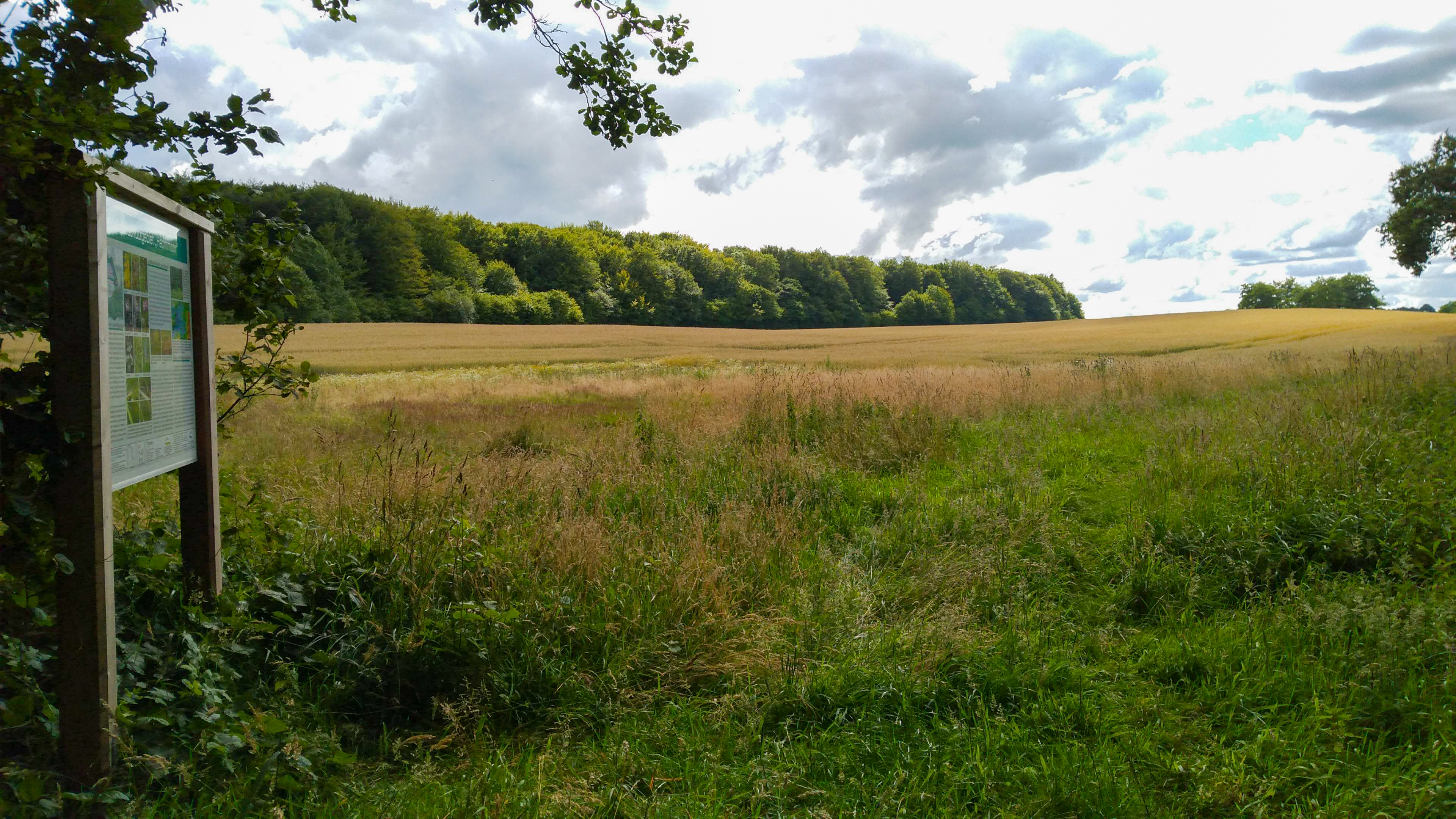
Südeingang zum Hechtmoor mit Hinweistafel
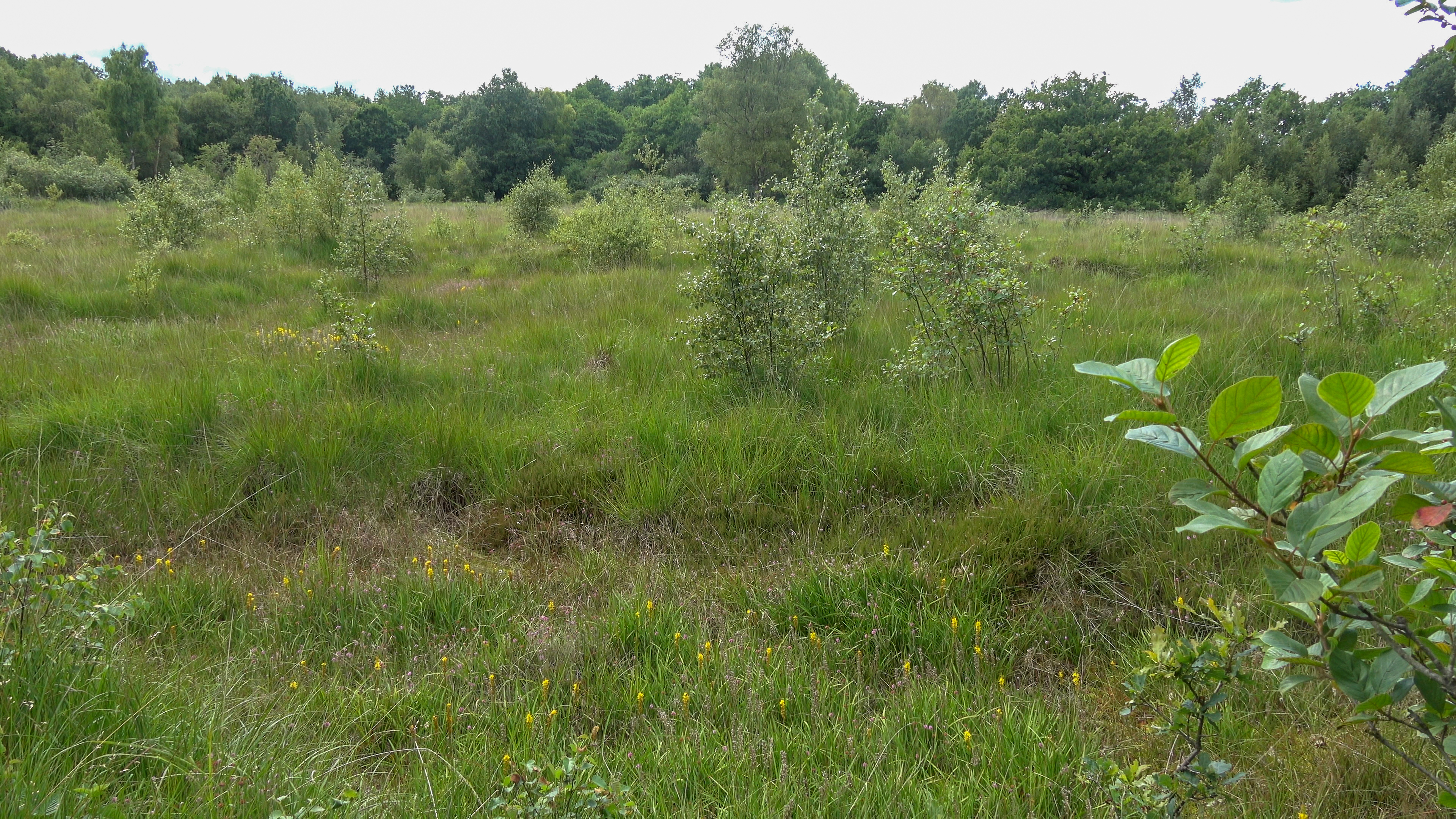
Degeneriertes Hochmoor im Hechtmoor
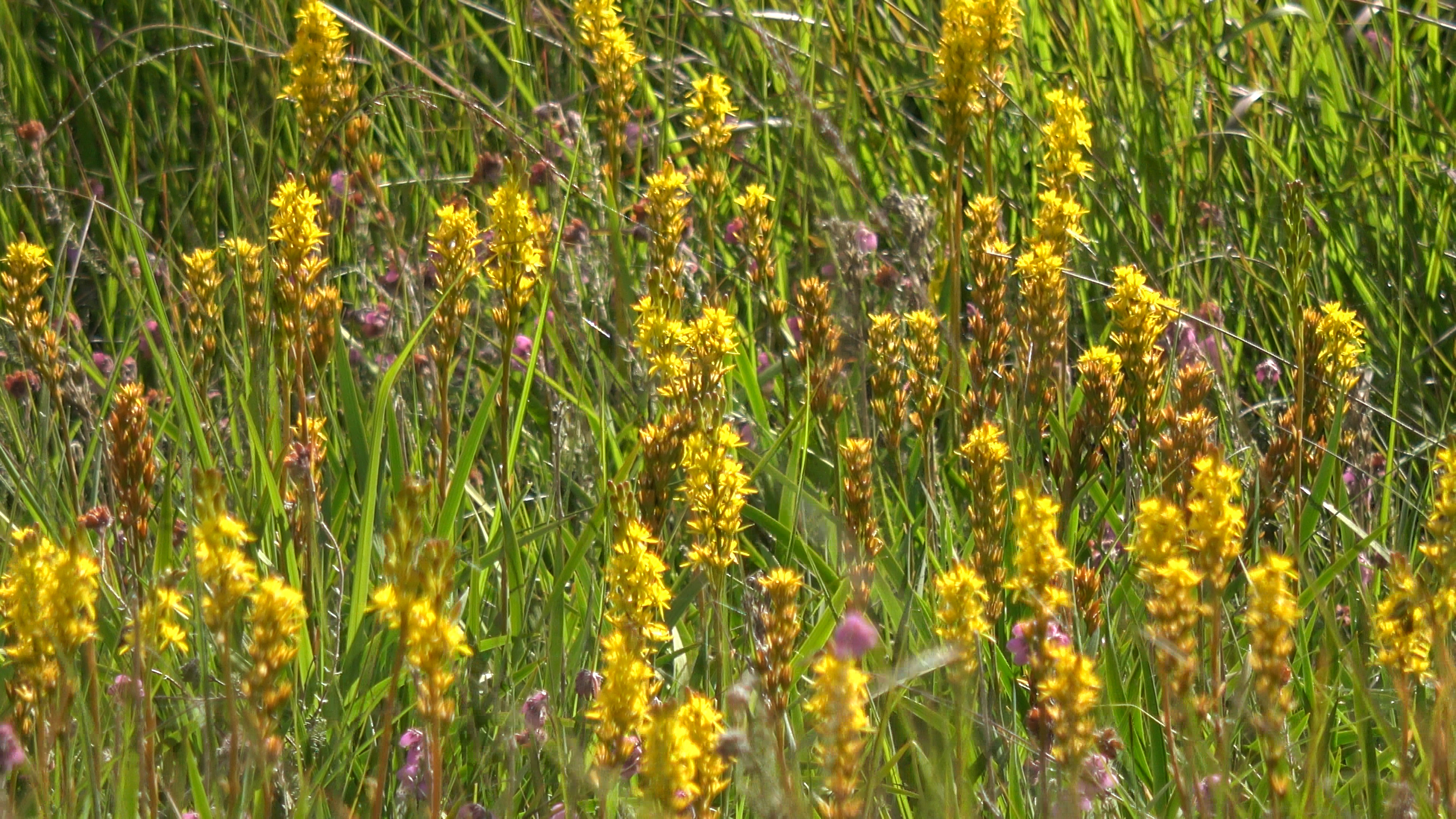
Moorlilie im Hechtmoor
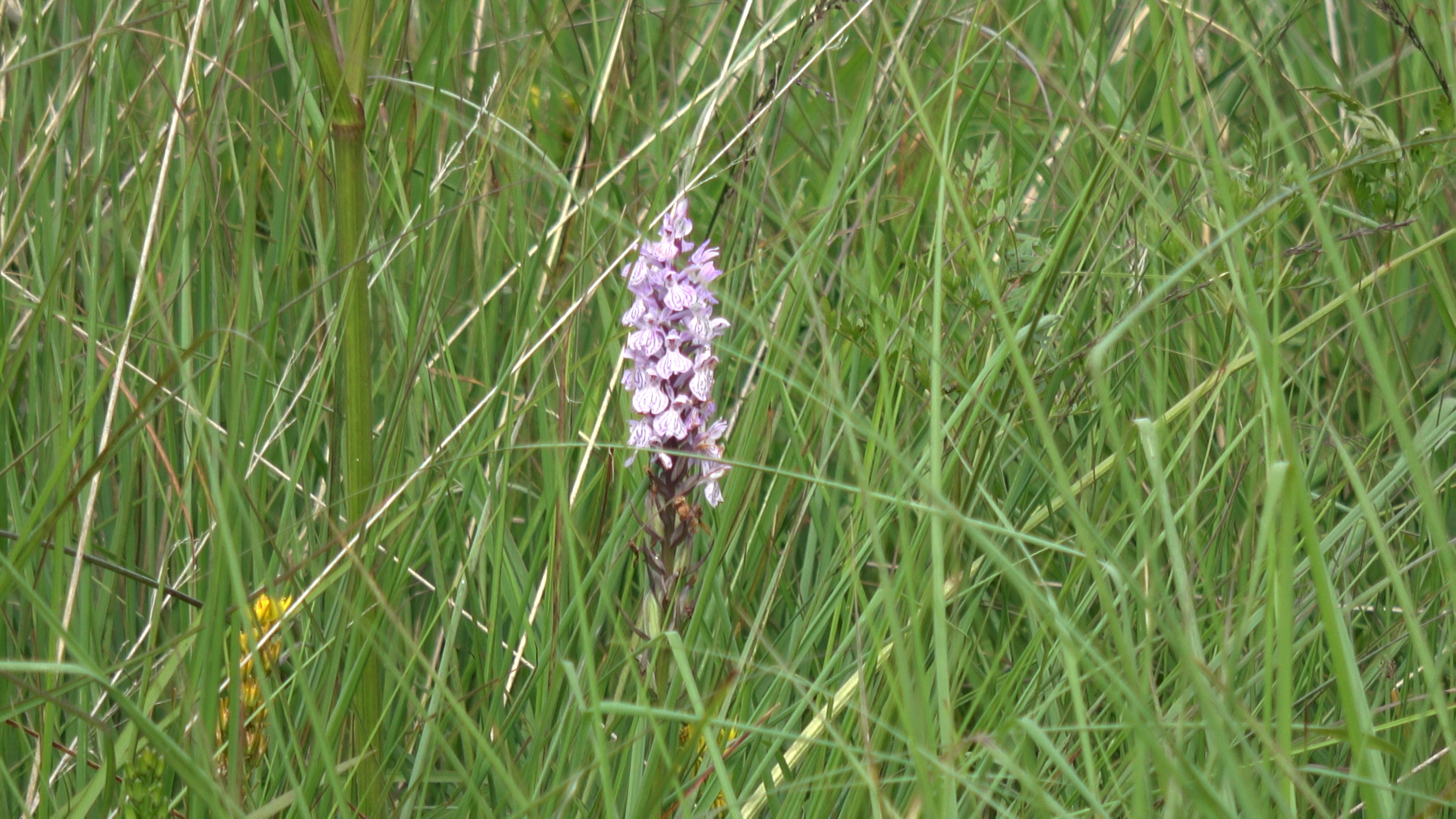
Geflecktes Knabenkraut im Hechtmoor
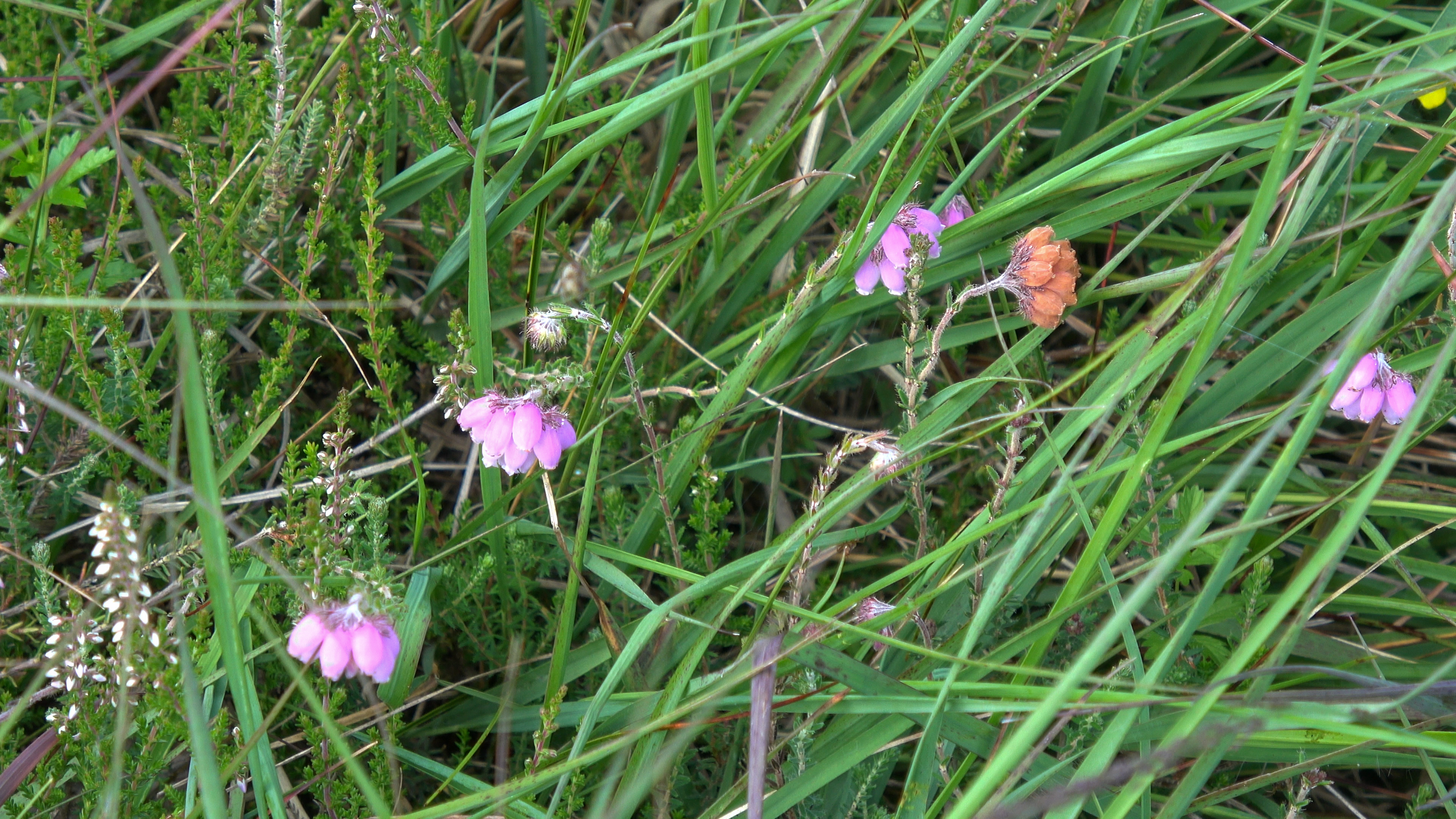
Glockenheide im Hechtmoor
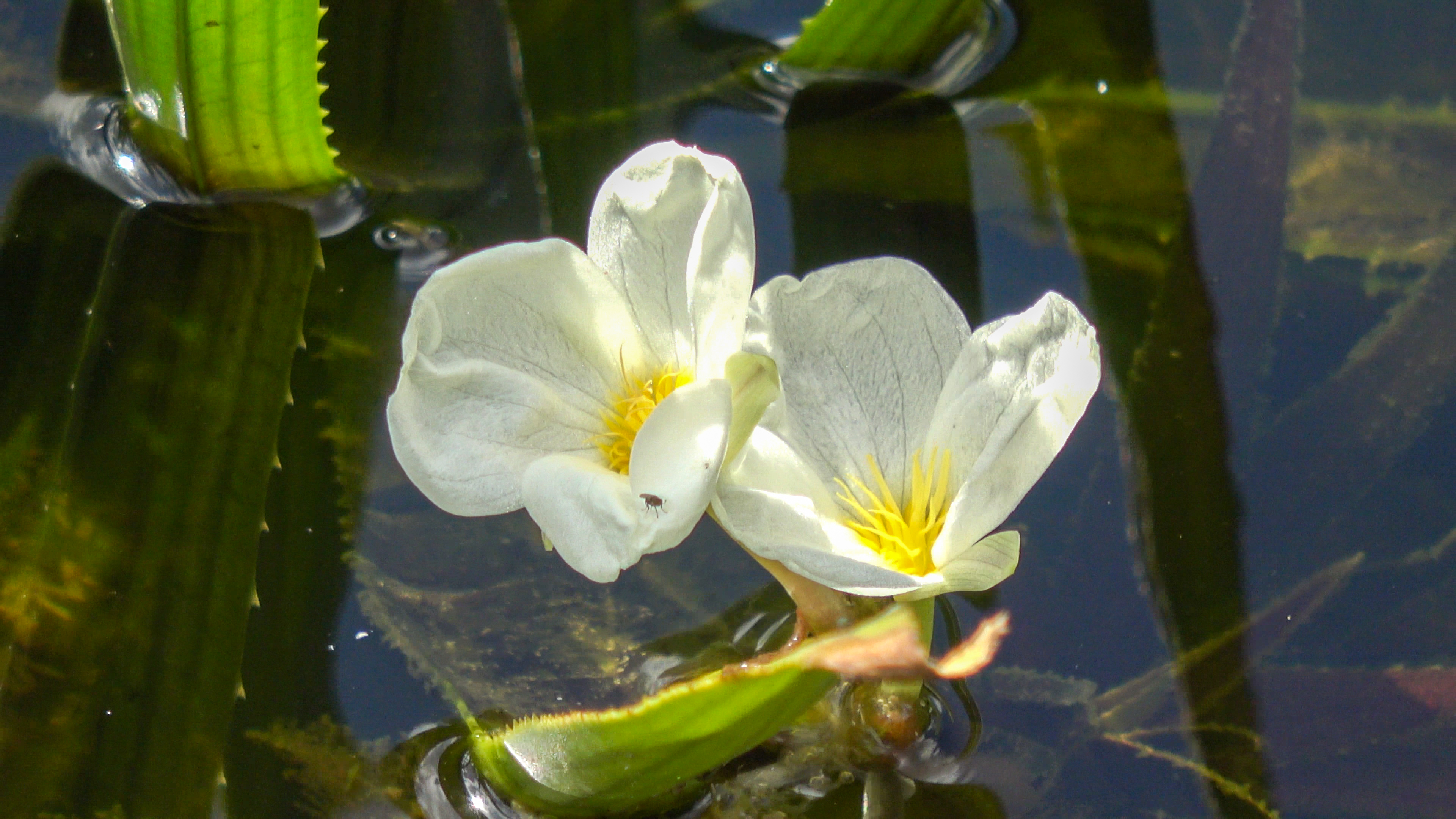
Blüten der Krebsschere im Hechtmoor
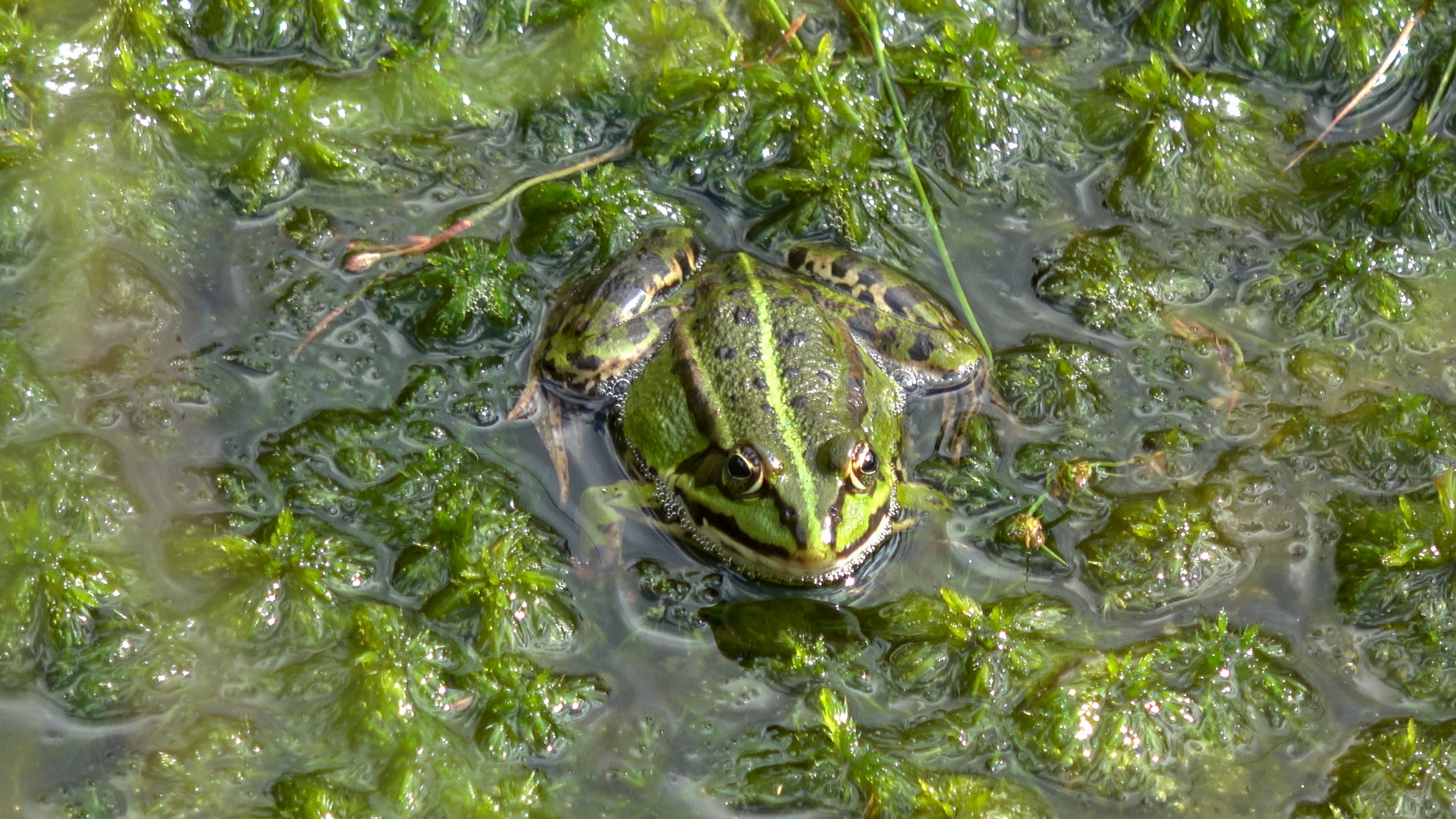
Teichfrosch im Kleinbiotop im Hechtmoor
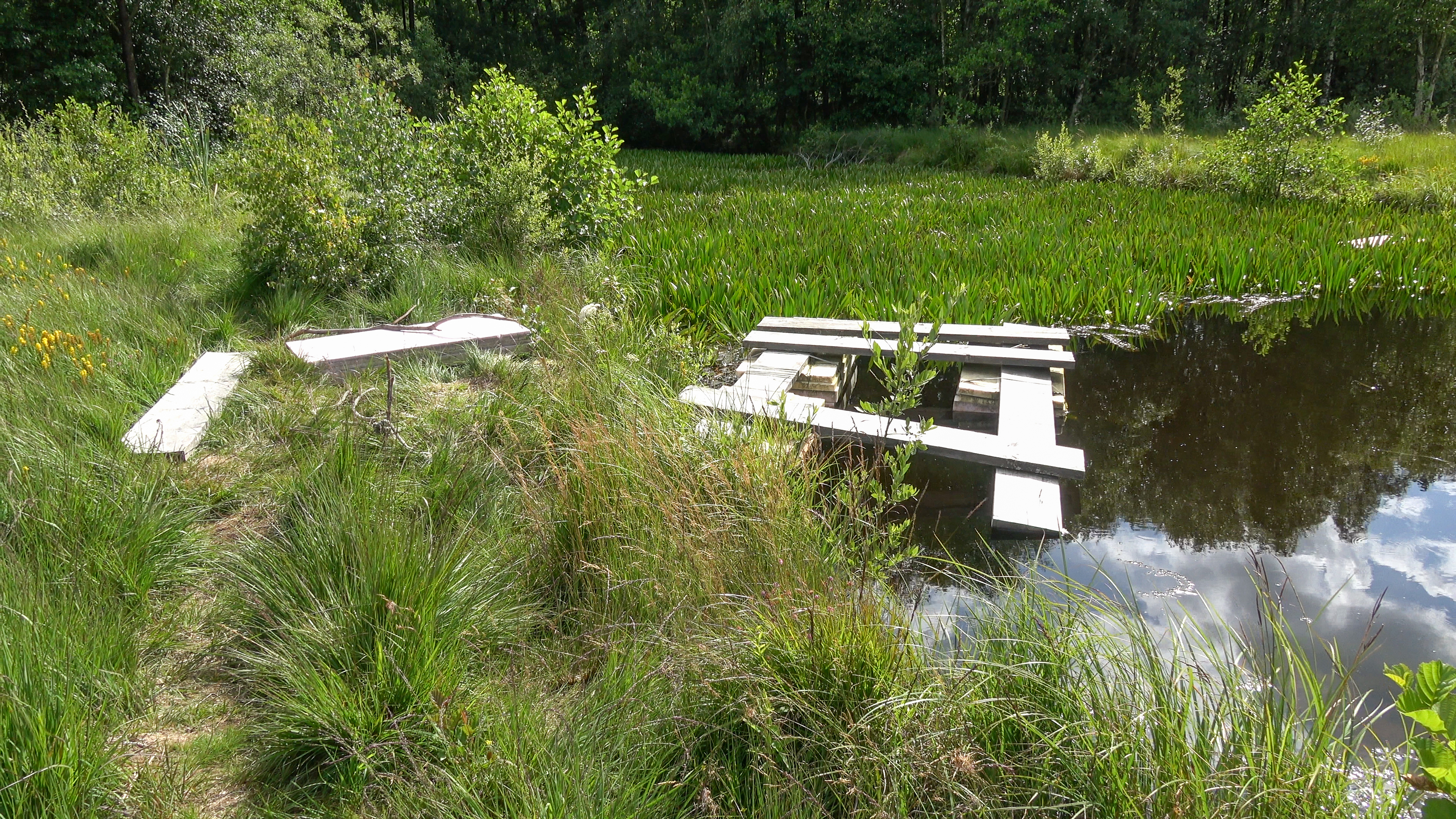
Floß des Gebietsbetreuers zur Eindämmung der Krebsschere im Feuchtbiotop im Hechtmoor